# Tribalasia vallata
Tribalasia vallata är en skalbaggsart som beskrevs av Cooman 1941. Tribalasia vallata ingår i släktet Tribalasia och familjen stumpbaggar. Inga underarter finns listade i Catalogue of Life.